# Mandrillus
Genre

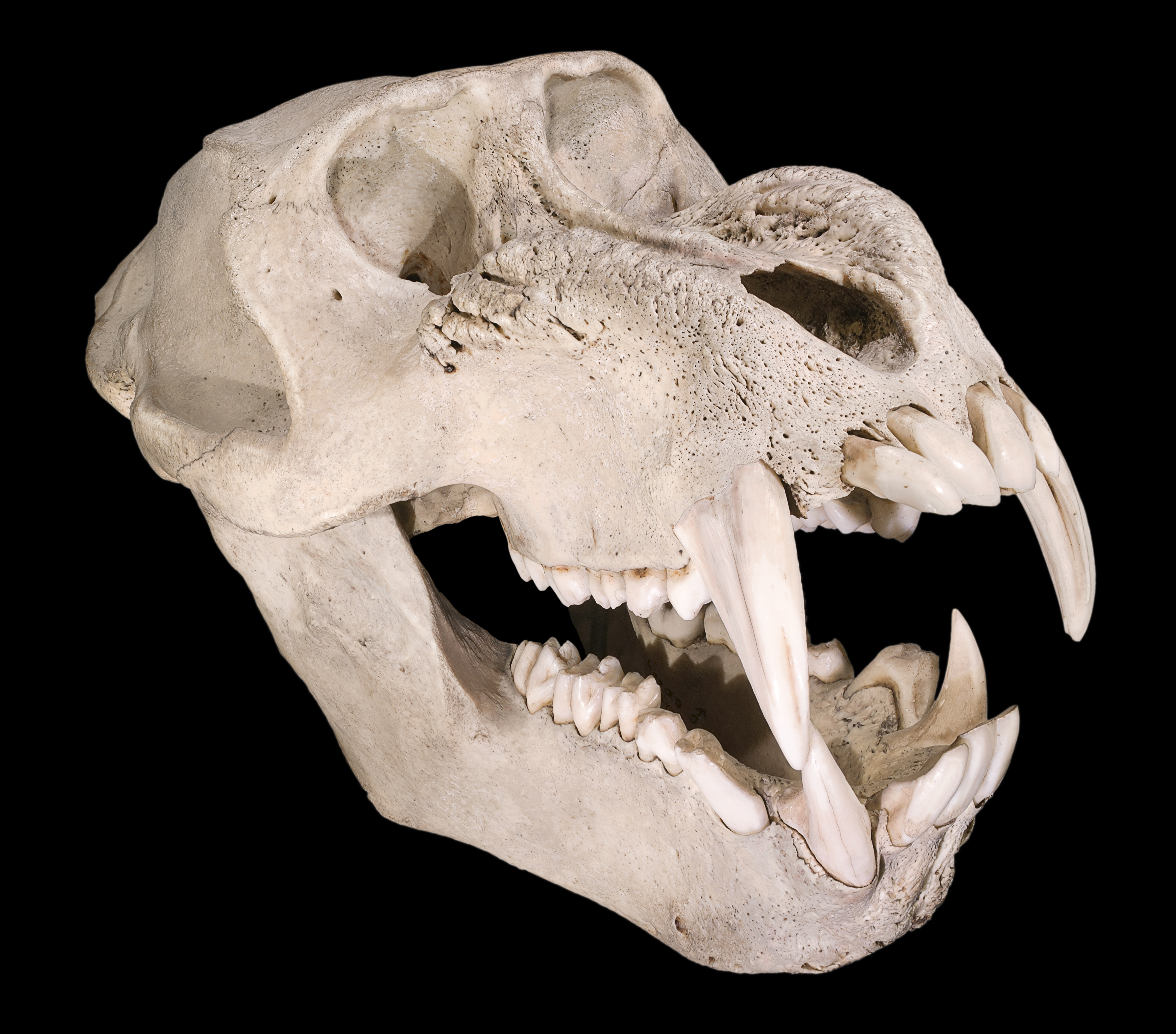
Crâne de mandrill mâle - Muséum de Toulouse

Mandrillus est un genre de primates cynocéphale contenant deux espèces :
- Mandrillus leucophaeus (F. Cuvier, 1807) - le Drill
- Mandrillus sphinx (Linnaeus, 1758) - le Mandrill